# Eton Park Capital Management
Pour les articles homonymes, voir Eton.
Eton Park Capital Management est une société d'investissements diversifiés internationale. Elle déclare vouloir fournir des rendements ajustés du risque aux investisseurs sur des périodes pluri-annuelles. Eton Park investit dans une large palette de marchés et produits, allant de l'offre au public de titres financiers, aux titres à revenu fixe en passant par des produits dérivés. Eric Mindich, son fondateur, est également à la tête de cette société, officiant en tant que président directeur général. Eton Park possède des bureaux à New York, Londres et Hong Kong. De 2012 à 2014, Eton Park a atteint un rendement annuel de plus de 13%.

## Histoire
Eton Park est fondée en novembre 2004 par Eric Mindich qui a été auparavant partenaire de Goldman Sachs. Chez Goldman, Mindich était un membre senior du groupe des Grandes Stratégies . Le lancement d'Eton Park est l'un des plus gros de l'histoire, atteignant le montant de 3,5 milliards de $.